# Megascops choliba

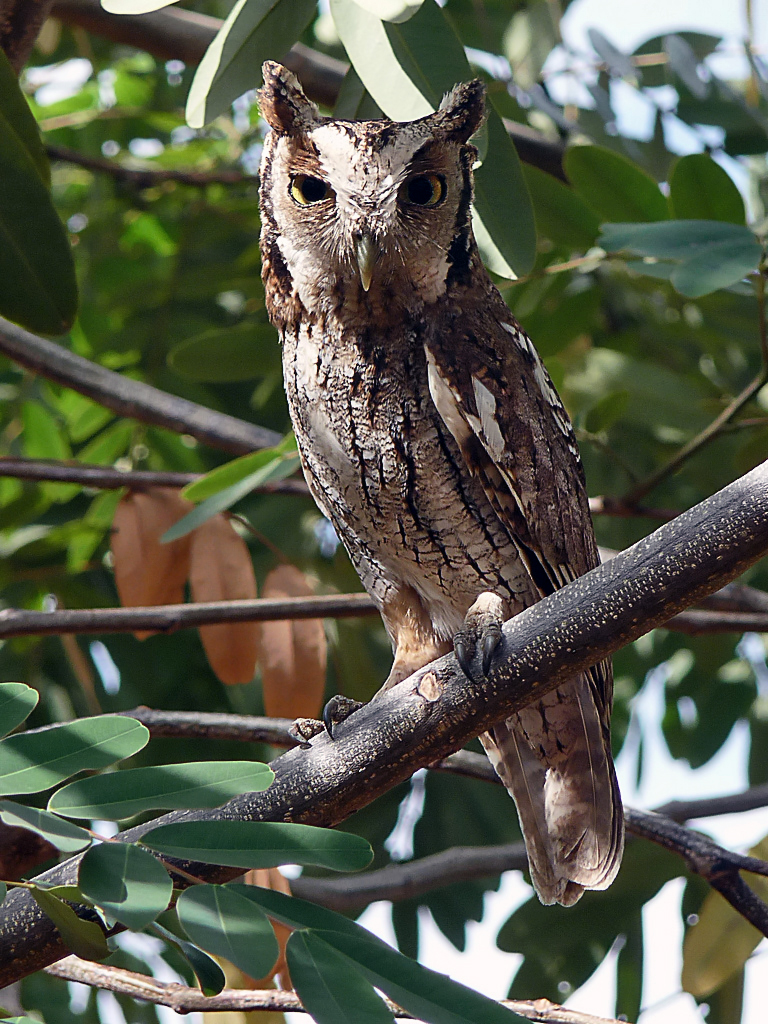

Megascops choliba là một loài chim trong họ Strigidae.